# 代代木派
代代木派（日语：／）是一个主要用于1960年代—1970年代日本政治领域的称呼，用来指代日本共产党及其领导层。与之对应的词是“反代代木派”，主要用来指代日本新左翼群体。
“代代木派”这一称呼的由来是因为日本共产党总部附近的车站是代代木站。然而，该党总部的地址并不是“代代木”，而是邻近的千駄谷。
这一称呼含有一种意味，指日本共产党并非“代表日本的共产党”，而是“仅仅是一个派系”。因此，这个词通常由与日本共产党对立的其他共产主义派别或共产主义者使用。例如，被日本共产党开除的中野重治等人，成立了与日本共产党对立的“日本共产党（日本之声）”，并通过将日本共产党称为“日本共产党（代代木派）”来加以区分并批评它。类似的称呼还包括使用各个时代党首名字的“宫本派”、“不破派”、“志位派”等。
另外，“反代代木派”主要是指在共产主义者中，反对日本共产党及其执行层的势力，通常用于指代日本新左翼等。需要注意的是，从日本共产党的立场出发，对于“反代代木派”的批评性称呼包括“托洛茨基主义者”、“假左翼集团”、“假‘左翼’暴力集团”等。
类似的术语还包括“代代木系”和“反代代木系”，尤其是在日本共产党系与反日本共产党系的全日本学生自治会总联合等学生运动中，这些术语曾被媒体和警察白书等使用。在这种情况下，与日本共产党相关的组织——日本民主青年同盟系被称为“代代木系”，新左翼系则被称为“反代代木系”。